# Mitarashi Dango

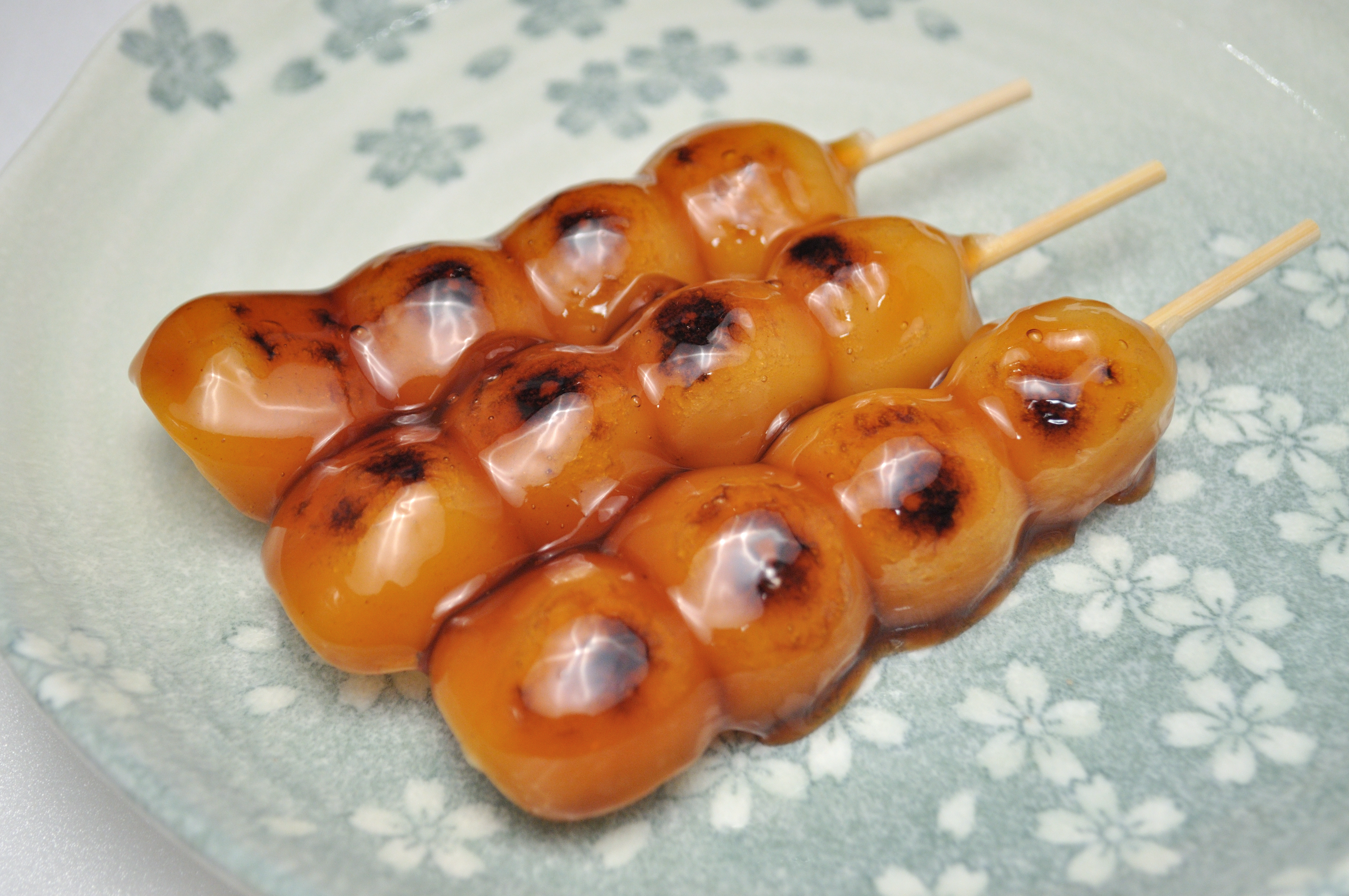
Mitarashi Dango, hier mit 4 Dango gezeigt

Mitarashi Dango (jap. みたらしだんご、御手洗団子) ist eine Variante von Dango, einer traditionellen japanischen Süßigkeit, die mit einer Glasur aus Ankake und einer süßen Sojasoße überzogen sind. Sie werden zunächst gebraten und an einem Holzspieß in einer Menge von 3–5 Dango (traditionell 5 Stück) serviert. In der Kantō-Region ist jedoch das servieren von Mitarashi Dango mit 4 Dango üblich. Andere Begriffe für Mitarashi Dango sind auch Shōyudare Dango (醤油だれ団子) und Yaki Dango (焼き団子). Auch das vereinfachte Mitarashi (みたらし) und ein höflicheres Omita (おみた) werden als Begriffe für Mitarashi Dango verwendet. Heutzutage wird es auch in Convenience Stores und Supermärkten verkauft, diese weisen jedoch verglichen mit Mitarashi Dango aus Teehäusern und von Dango-Verkaufsständen einen höheren Zuckergehalt zur Erhöhung der Haltbarkeit auf.
Mitarashi Dango stammen aus dem Shimogamo-Schrein in Kyōto, der Begriff Mitarashi Dango selbst wurde von den Wasserblasen des Mitarashi-Brunnens in der Tempelanlage geprägt.
Es existieren auch abgeänderte Versionen von Mitarashi Dango, die nicht mit der Glasur überzogen, sondern damit gefüllt sind. Beispiele dafür sind der Daretsutsumi Dango (たれ包み団子) der Firma Awashimadō und das Mitarashi Hanako (みたらし花子).